# Loïc Locatelli Kournwsky
Renart
Pour les articles homonymes, voir Locatelli et Renard.
Loïc Locatelli Kournwsky, dit Renart, né le 7 avril 1987 à Oyonnax, est un auteur de bande dessinée français. 

## Biographie
Loïc Locatelli Kournwsky part faire ses études à Lyon à l’âge de quinze ans. Il étudie les arts appliqués au lycée La Martinière-Terreaux, puis entre à l’École Émile-Cohl où il étudie la bande dessinée et le dessin animé pendant trois ans.
En 2008, il commence sa carrière professionnelle avec l'album Seconde Chance pour l'éditeur Casterman sous le pseudonyme de Renart (parution en 2010), puis en participant à l’ouvrage collectif Gaza, Décembre 2008 - Janvier 2009 édité par les Éditions La Boîte à bulles lancé par Maximilien Le Roy.
Il signera avec ce dernier deux bandes dessinées : Vaincus Mais Vivants (2014), album narrant la vie de Carmen Castillo pendant le Coup d'Etat Chilien de 1973 et Ni Dieu Ni Maître (2015), retraçant la vie du célèbre révolutionnaire français Auguste Blanqui (1805-1881).
En 2012, il reprend la célèbre série Rocher Rouge initiée par Eric Borg et Michael Sanlaville en signant les dessins du second tome Kwangala Connection, toujours sous le pseudonyme de Renart.
Il décide d’abandonner son pseudonyme l’année suivante (2013). Il réalise alors deux nouvelles bandes dessinées : Canis Majoris, qui est un récit intimiste sur les affres du suicide qu’il dédie à sa famille maternelle; sorti en février 2014 et Pocahontas, Princesse du Nouveau Monde aux éditions Sarbacane (2015), traduite aux États-Unis par Pegasus Books.
Il travaille également  comme storyboardeur pour différentes agences de publicités, et travaille au sein de la Maison d'éditions Arbitraire situé à Lyon[Quand ?].
En 2023, il débute Itchi et les 1000 Yôkai, une série jeunesse avec Stéphane Melchior au scénario. Très inspiré par le japon, son dessin dynamique évoque les films du Studio Ghibli,.
En 2025 est publié le premier tome de sa série de bande dessinée jeunesse Flavor girls, qu'il scénarise et dessine, dans lequel « les humains peuvent compter sur un trio de super-héroïnes » face à l'invasion « d'extraterrestres ». Pour Télérama, une « aventure inspirée des mangas, anime et autres comics de super-héros. Parfaitement rythmé, son récit offre à la fois des séquences d’action ébouriffantes et des scènes de comédie attachantes, dans un style dynamique et coloré immédiatement accessible ».

## Œuvres

### Renart (pseudonyme)
- Base Neptune, Manolosanctis, 2009
- Seconde Chance, Casterman, 2010[2]
- Que j'ai été, avec Joseph Safieddine et Charlotte Blazy (scénario), Les Enfants Rouges, 2010[10]
- Succube, Manolosanctis
  - Tome 1, 2010
  - Tome 2, 2011
- Mastadar, Vide Cocagne,
  - Mastadar 3 - Aline / Sonia, avec Thomas Gilbert (co-scénariste et co-dessinateur), 2011
- Rocher Rouge, KSTR
  - tome 2 : Kwangala Connection, avec Eric Borg au scénario, 2012[4]

### Loïc Locatelli Kournwsky
- Canis Majoris, Vide Cocagne, 2013[5].
- Ni Dieu ni maître, avec Maximilien Le Roy, Casterman, 2014[11],[12],[13].
- Vaincus mais Vivants, avec Maximilien Le Roy, Le Lombard, 2015[14],[15].
- Pocahontas, la Princesse du Nouveau Monde, Editions Sarbacane, 2015[6]
- Perséphone, éditions Delcourt, 2017[16],[17],[18].
- 1 Itchi et les 1000 Yôkai, Gallimard BD, 13/09/2023
Scénario : Stéphane Melchior - Dessin et couleurs : Loïc Locatelli - (ISBN 9782075164061)
- Flavor girls, scénario et dessin Loïc Locatelli, coll. « Combo », éd. Dargaud

1. tome 1, 2025